# Корона короля Бутана

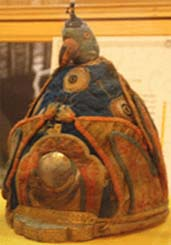
1-й прототип короны, принадлежавший Джигме Намгьялу, отцу первого короля Бутана.

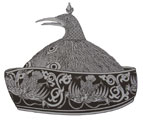
Корона Драконовых Королей Бутана

Корона короля Бутана (дзонг-кэ དབུ་ཞྭ་བྱ་རོག་ཅན་, вайли dbu-zhva bya-rog-can, лат. Raven Crown) — головной убор королей Бутана. Он представляет собой шлем, увенчанный головой ворона Corvus corax tibetanus.

## История
Наследная монархия династии Вангчук в независимом гималайском государстве Бутан была основана в 1907 году. Первый король династии Вангчук, сэр Угьен Вангчук (1862—1926), был харизматичной личностью, пришедший к власти на бурном фоне непрекращающейся в стране борьбы за власть. В качестве уникального символа власти он принял корону, увенчанную головой ворона. Птица представляет собой образ «Mahakala», божества Бутана. Прототип короны впервые был разработан в качестве боевого шлема для отца короля Джигме Намгьяла (Jigme Namgyel, 1825-81). Известный как «Чёрный Регент», он носил его во время кровавой борьбы против многочисленных врагов внутри страны и против англичан, которые безуспешно пытались завоевать страну.

## Наследные короли Бутана
- Его Величество Угьен Вангчук (1-й Друк Гьялпо)
- Его Величество Джигме Вангчук (2-й Друк Гьялпо)
- Его Величество Джигме Дорджи Вангчук (3-й Друк Гьялпо)
- Его Величество Джигме Сингье Вангчук (4-й Друк Гьялпо)
- Его Величество Джигме Кхесар Намгьял Вангчук (5-й Друк Гьялпо)